# Vincent (Alabama)
Vincent è un comune degli Stati Uniti d'America situato nelle contee di Shelby, St. Clair, Talladega dello Stato dell'Alabama.